# Geokichla piaggiae
El zorzal abisinio o zorzal etíope (Geokichla piaggiae) es una especie de ave paseriforme de la familia Turdidae endémica del este de África.

## Descripción
El plumaje de sus partes superiores es pardo griáceo, mientras que el de su pecho y flancos es castaño rojizo, y su vientre es blanco. Un rasgo distintivo es la presencia de su anillo ocular blanco.

## Distribución y hábitat
Se encuentra únicamente en los bosques de montaña del este África, distribuido por las montañas de Etiopía y las que circundan la región de los Grandes Lagos de África.